# Start from the Dark
Start from the Dark è il sesto album in studio del gruppo musicale svedese Europe, pubblicato nel 2004 dalla T & T Music.

## Tracce
1. Got to Have Faith - 3:10 - (Joey Tempest, John Norum)
2. Start from the Dark - 4:12 - (Tempest, Norum)
3. Flames - 3:55 - (Tempest)
4. Hero - 4:15 - (Tempest)
5. Wake Up Call - 4:14 - (Tempest, Norum)
6. Reason - 4:37 - (Tempest, Mic Michaeli)
7. Song # 12 - 4:09 - (Tempest, Norum)
8. Roll with You - 4:30 - (Tempest, Norum)
9. Sucker - 3:42 - (Tempest)
10. Spirit of the Underdog - 4:25 - (Tempest)
11. America - 3:35 - (Tempest)
12. Settle for Love - 3:49 - (Tempest, Norum)

## Singoli e videoclip
- Got to Have Faith
- Start From The Dark
- Hero

## Formazione
- Joey Tempest - voce, chitarra acustica
- John Norum - chitarre
- John Levén - basso
- Mic Michaeli - tastiere
- Ian Haugland - percussioni

## Classifiche
- Svezia #2
- Germania #86
- Svizzera #91
- Francia #114